# Miloslav Pelc
Miloslav Pelc (6. prosince 1944 Řevničov – 26. června 2023) byl český politik, v letech 2002–2008 senátor za obvod č. 6 – Louny a v letech 1990–2002 starosta Nového Strašecí, člen ODS.

## Vzdělání, profese a rodina
Po maturitě na jedenáctileté střední škole v Novém Strašecí pracoval ve Fyzikálním ústavu ČSAV jako laborant, poté absolvoval základní vojenskou službu, po které v letech 1968–1975 pracoval v SONP Kladno. Zvýšil si kvalifikaci vyučením v oboru zušlechťování na Kladně a nástavbovým studiem na SPŠ slaboproudé v Praze.
V období 1975–1990 se vrátil do Nového Strašecí, kde působil v Středočeských dřevařských závodech na pozici samostatného elektrotechnického projektanta.
S manželkou Jaroslavou vychoval dceru Ivanu a syna Miloslava. Byl předsedou rady starších Církve československé husitské v Novém Strašecí.

## Politická kariéra
Roku 1989 spoluzakládal místní sdružení Občanského fóra a následně ODS. V letech 1990–2002 vykonával funkci starosty Nového Strašecí, v zastupitelstvu města působil  do roku 2014.
V roce 2002 kandidoval do senátu, v prvním kole vedl nad komunistou Filipem Celbou těsným rozdílem v poměru 24,93 % ku 24,22 % hlasů. Ve druhém kole se díky zisku 54,91 % hlasů stal členem horní komory českého parlamentu, kde působil ve Výboru pro územní rozvoj, veřejnou správu a životní prostředí. Svůj mandát se rozhodl neobhajovat.